# Коль, Герб
Герберт (Герб) Коль (англ. Herbert «Herb» Kohl; 7 февраля 1935, Милуоки, Висконсин — 27 декабря 2023) — американский бизнесмен и политик-демократ еврейского происхождения, сенатор США от штата Висконсин с 1989 по 2013 год.
Коль родился и вырос в Милуоки, Висконсин. Он учился в Университете Висконсин в Мэдисоне, где в 1956 году получил степень бакалавра. В 1958 году он также получил степень MBA в Гарвардской школе бизнеса. Между 1958 и 1964 годами Коль входил в резерва армии США.
Коль был президентом корпорации Kohl's и владельцем баскетбольной команды Милуоки Бакс. Он возглавлял Демократическую партию штата Висконсин в 1975 по 1977.
Коль выступал за право на аборт и против смертной казни.
Скончался 27 декабря 2023 года в своём доме в Милуоки после непродолжительной болезни.